# Coryogalops adamsoni
Coryogalops adamsoni es una especie de peces de la familia de los Gobiidae en el orden de los Perciformes.

## Morfología
Los machos pueden llegar a alcanzar los 6,5 cm de longitud total.

## Hábitat
Es un pez de clima tropical y demersal que vive entre 1-3 m de profundidad.

## Distribución geográfica
Se encuentra desde el Golfo Pérsico hasta el Pakistán.

## Observaciones
Es inofensivo para los humanos.